# François Hennebique
François Benjamin Hennebique, né le 25 avril 1842 à Neuville-Saint-Vaast et mort le 7 mars 1921 à Paris, est un ingénieur français.
Il est l'auteur de brevets pour des systèmes constructifs en béton armé.

## Biographie
Dans sa ville natale de Neuville-Saint-Vaast, entre Lens et Arras, au 64, rue du Canada, un médaillon en bronze porte l’inscription « François Hennebique, inventeur de la construction en béton armé, naquit ici le 25 avril 1842 ». François Hennebique est le fils de Benjamin Hennebique, marchand colporteur et d’Augustine Demarchilye.
En 1860, il devient maçon et décide peu de temps après de se mettre à son propre compte, son entreprise de construction étant d'abord vouée à la restauration des églises. Il part alors 20 ans à Bruxelles. Vers 1867, il crée sa propre entreprise de réfection de bâtiments dans la région. Vers 1873-1874, François Hennebique a entrevu les immenses possibilités des procédés de construction, développés par Joseph Monier, premier dépositaire d'un brevet, le 16 juillet 1867, concernant un « Dispositif de caisses-bassins mobiles en fer et ciment applicables à l'horticulture ».
Il coule sa première dalle de béton armé en 1879.
En 1892, il abandonne son statut d'entrepreneur et devient ingénieur consultant. Son premier brevet sur l'utilisation du béton armé est déposé le 8 août 1892, intitulé Combinaison particulière du métal et du ciment en vue de la création de poutraisons très légères et de haute résistance,.
Il développe ensuite ses propres concepts de construction qui vont devenir le Système Hennebique : un ensemble d'étriers de renforcement, en fer plat de 25 à 30 mm de largeur, destinés à solidariser et à homogénéiser les masses,, qui vont constituer les précurseurs des armatures métalliques pour béton armé.

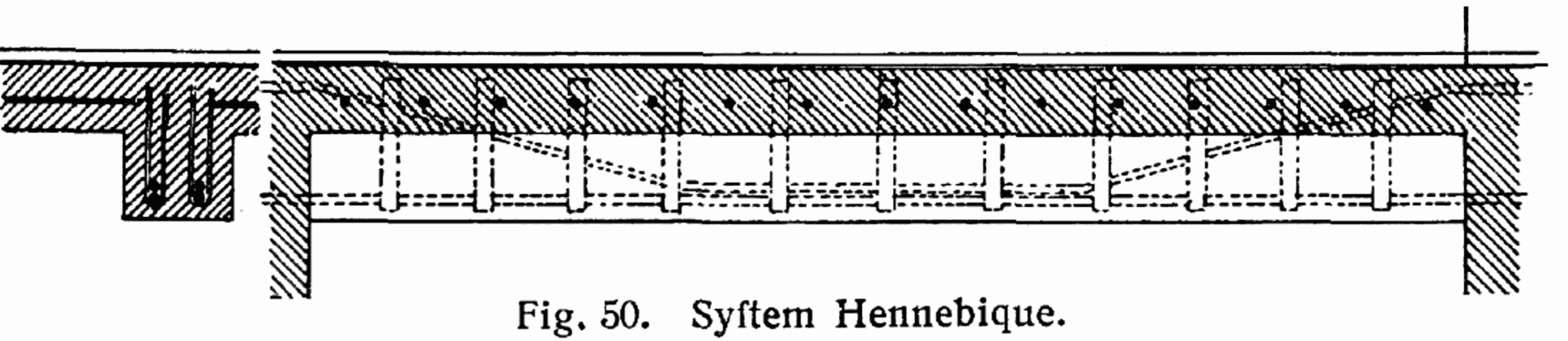
Système Hennebique (monolithe, culées - arche).

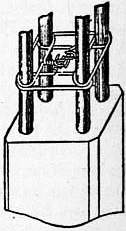
Système Hennebique (ligature de fer à béton).

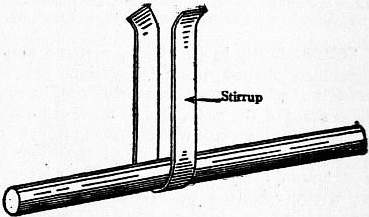
Système Hennebique (étrier).

En 1894, il construit son premier pont en béton armé, en Suisse, à Wiggen, quartier de la commune d'Escholzmatt.
En 1895, son procédé breveté est utilisé à Chantenay près de Nantes pour le premier bâtiment de stockage de grande taille en béton armé : le Grand Moulin de la Loire Perraud et Compagnie, dont les architectes sont Lenoir, Etève et Raoulx, les ingénieurs-constructeurs lillois E. et P. Sée et Eugène Le Brun, ingénieur local du Bureau Hennebique à Nantes.
Il est sollicité en 1896 par Hector Guimard pour la terrasse de l'armurerie Coutolleau, à Angers.
En 1899, il conçoit et construit le premier pont en béton armé de France, le pont Camille-de-Hogues à Châtellerault.
En 1900, il construit son premier immeuble en béton armé au 1, rue Danton à Paris avec l'architecte lyonnais Édouard Arnaud.
En sa qualité d'ingénieur civil, il participe début 1901, à la Commission du ciment armé, créée par arrêté ministériel du 19 décembre 1900, à la suite de la catastrophe du 29 avril 1900 qui s'est produite à l'attraction du Globe céleste lors de l'Exposition universelle de Paris.
Afin de démontrer les possibilités exceptionnelles de son matériau, il l'emploie pour bâtir, de 1901 à 1903, sa maison familiale[source insuffisante], que l'on peut remarquer en face du lycée Lakanal, près de la gare RER de Bourg-la-Reine.
Les constructions s’enchaînent ensuite : les docks de Manchester, le tunnel de Newcastle, les stade de Lyon et de Turin, les tribunes de l'hippodrome de Longchamp, la structure, les planchers et les escaliers du Petit Palais à Paris…

## Système Hennebique
François Hennebique a développé, tant en France qu'à l'étranger, un important réseau de concessionnaires et agents du système Hennebique : 290 établissements créés dès 1902, répartis dans de nombreux pays : France, Belgique, Suisse, Italie, Égypte, Russie, colonies, etc. Entre 1895 et 1910, son succès international lui a permis d'exercer un quasi-monopole dans le domaine de la construction en béton armé, et son procédé en vint à concurrencer le métal dans la construction des ouvrages d'art.
Certains de ses concessionnaires ont participé au développement du procédé de construction (la Compagnie Porcheddu à Turin, Louis Gustave Mouchel (en), en Grande Bretagne, etc.)
Plus de 90 hôtels de ville ont été construits, en tout ou partie, d'après les plans de François Hennebique, parmi lesquels : la nouvelle mairie du 14e arrondissement de Paris, les hôtels de ville d'Armentières, d'Aubusson, de Boulogne-Billancourt, de Bailleul, de Guéret, de Mexico, de Messine, de Montdidier, de Panama, de Péronne, de Philippeville, de Sfax.
Plus de 50 imprimeries ont été construites, en tout ou partie, d'après les plans de François Hennebique, parmi lesquelles : Le Matin à Paris, Le Petit Parisien à Paris, Le Progrès de Lyon, Le Nouvelliste de Lyon, La Petite Gironde à Bordeaux, L'Ouest-Éclair à Rennes, L'Est Républicain à Nancy, Le Journal de Rouen, La dépêche de Constantine, Le Progrès de la Somme à Amiens, L'imprimerie Draeger à Paris, L'imprimerie Lavauzelle à Limoges.
En 1914, à la veille de la Première Guerre mondiale, l'entreprise Hennebique constitue une véritable multinationale comptant 127 concessionnaires, seuls autorisés à exploiter ses brevets, répartis dans 38 pays. La firme traite 7 000 dossiers par an.

## Les bétons armés Hennebique
Après le décès de François Hennebique le 7 mars 1921, son savoir-faire a perduré dans son bureau d'étude, les Bétons Armés Hennebique (BAH). Celui-ci conçoit :
- la partie en béton armé du sanatorium de Guébriant, dans la commune de Passy (Haute-Savoie) en 1931[18]. Le projet a été mené par les architectes Pol Abraham (1891-1966) et Henry Jacques Le Même (1897-1997) pour l'Association des villages sanatoriums de haute altitude (AVSHA). Dans la définition de la structure de la chapelle du sanatorium a été utilisée une forme intermédiaire, entre une parabole et une chaînette renversée. L'ancien sanatorium[19], propriété du conseil départemental du Val-de-Marne depuis 1971, a été transformé en village de vacances en 1973[20] ;
- les silos pour la brasserie coopérative de Mons-en-Barœul. Le projet a été mené par l'architecte Paul Florin entre 1932 et 1933[21].

Le petit-fils de François Hennebique, Roger Flament-Hennebique (1903-1935), ingénieur de l'École centrale de Paris, intègre l'entreprise d'abord en qualité de dessinateur, puis il parvient par la suite à la direction de l'entreprise. Il meurt dans un accident automobile près de Hal en Belgique le 3 janvier 1935.
Le bureau d'étude BAH, fondé en 1894, a traité un nombre considérable de dossiers : 60 000 jusqu'en 1918. Il a cessé ses activités en 1967 après avoir traité près de 150 000 dossiers.

## RevueLe Béton armé
Du 1er juin 1898 (no 1) au 1er août 1939 (no 378) a été publiée une revue technique et documentaire des constructions en béton armé. La revue Le Béton armé était destinée aux agents et concessionnaires du Système Hennebique. Elle a été  tirée entre 3 000 et 10 000 exemplaires, et jusqu'à 21 000 exemplaires pour la présentation du pont du Risorgimento dans le no 165.

## Principales réalisations

### En France
- La Villa Hennebique,

 Inscrite en 1972 à l'inventaire supplémentaire des monuments historiques , la maison de François Hennebique, fut construite de 1901 à 1904 au 1, avenue du Lycée-Lakanal et 22, avenue Victor-Hugo à Bourg-la-Reine. Cette villa familiale possède une architecture unique, véritable vitrine des possibilités novatrices du béton armé : terrasse en encorbellement, tour-minaret de 40 mètres de hauteur faisant office de château d'eau destiné à l'arrosage par gravitation des serres et des jardins suspendus de la villa, portées importantes sans piliers, porte-à-faux, différences de niveaux et saillies illustrent à merveille la souplesse du matériau,

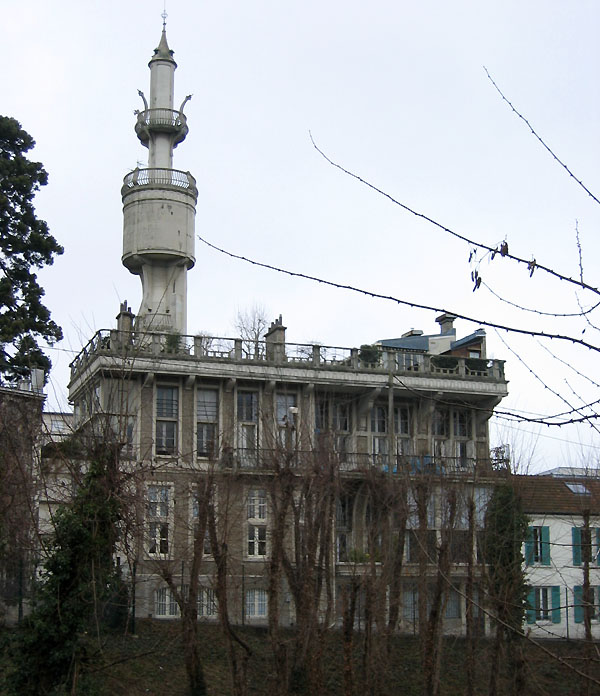
La villa Hennebique à Bourg-la-Reine (1904).

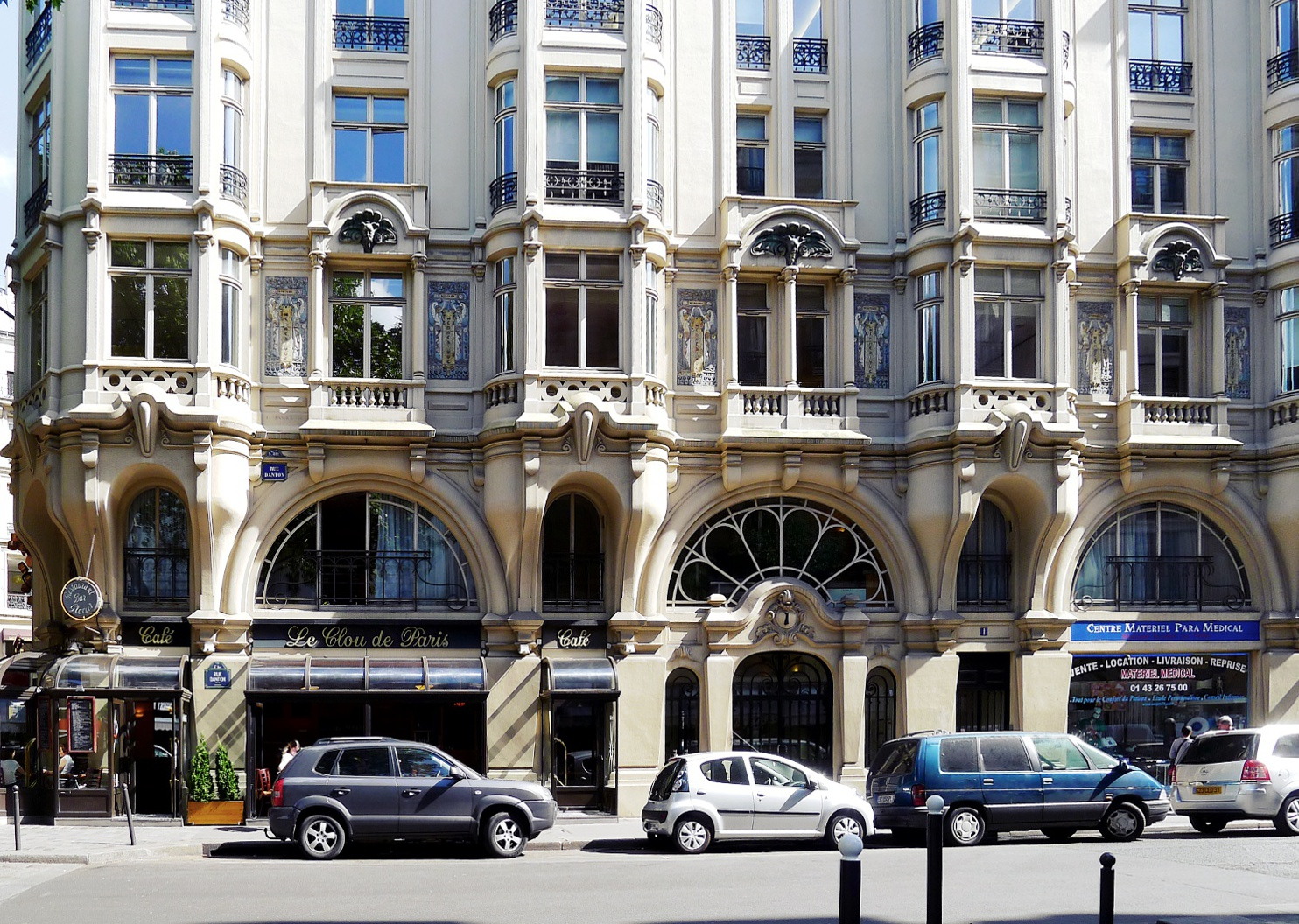
Le siège de la société Hennebique, immeuble construit au 1 rue Danton à Paris, par l'architecte Édouard Arnaud[15],[29] entre 1898 et 1900.  - Immeuble au 1, rue Danton à Paris (1898-1900).

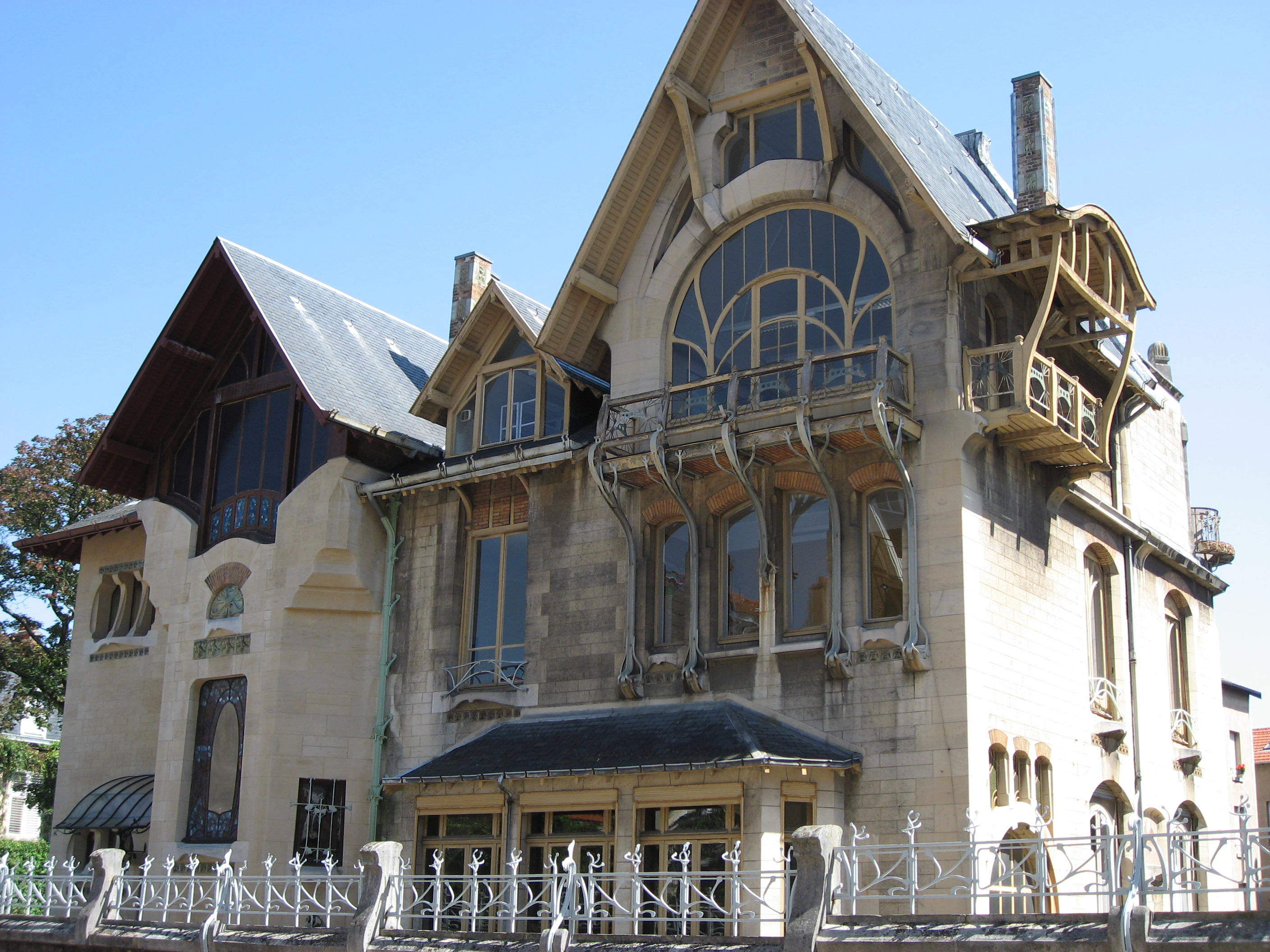
La villa Majorelle à Nancy, construite entre 1901 et 1902 sur un plan de l'architecte parisien Henri Sauvage[30].  - Villa Majorelle à Nancy (1901-1902).
- L'immeuble Les Chardons dans le 16e arrondissement de Paris, construit en 1903 par l'architecte Charles Klein[31]. Son décor est presque entièrement consacré au chardon inspiré de l'architecte et décorateur Eugène Grasset.

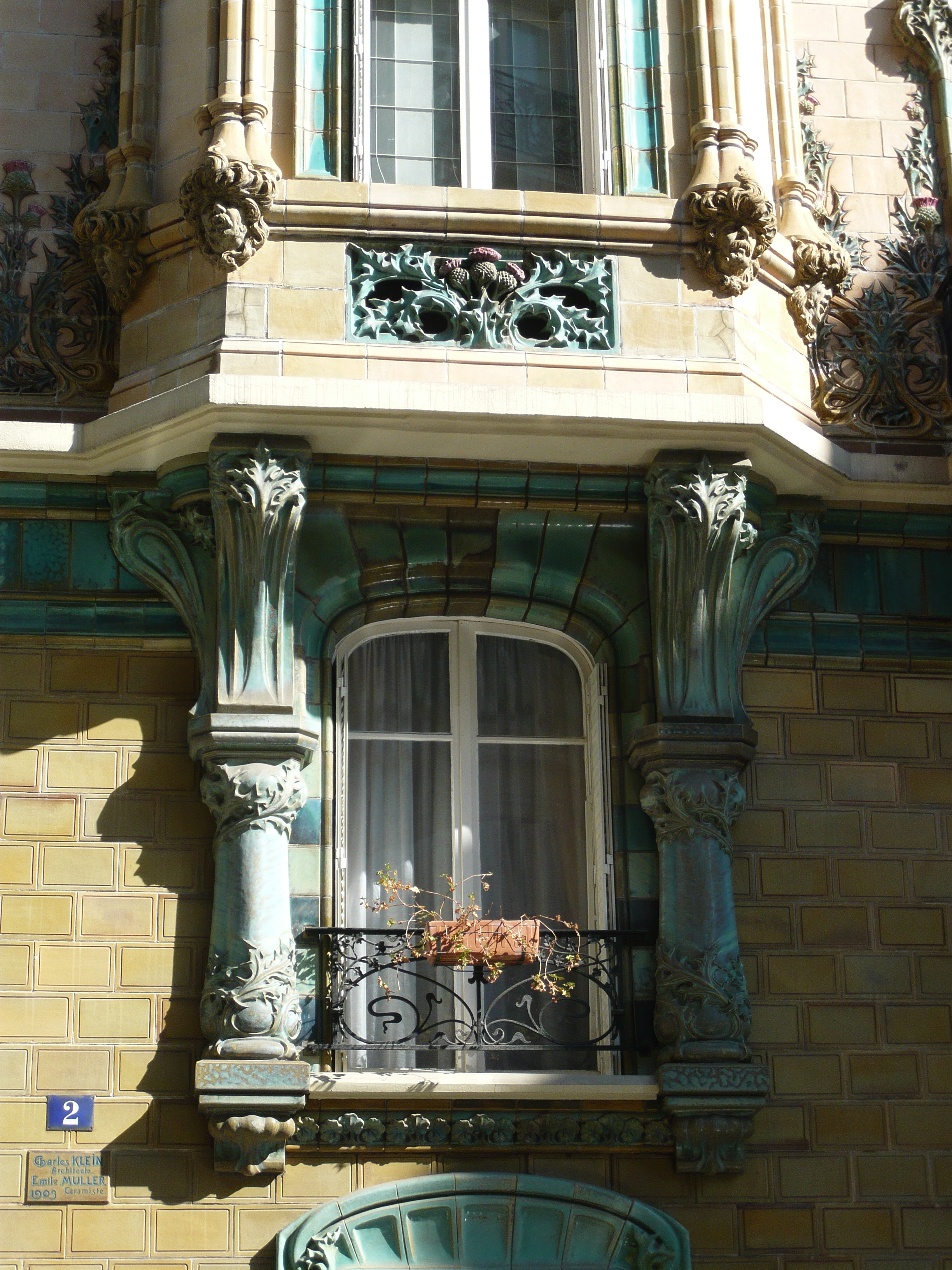
Immeuble Les Chardons, Paris (1903).

- La gare de Metz-Ville ainsi que son château d'eau dédié à l'approvisionnement en eau des locomotives à vapeur ont été construits, entre 1905 et 1908 pendant l'annexion allemande (district de Lorraine). Le style néo-roman avait été imposé à l'architecte berlinois Jürgen Kröger par l'empereur allemand Guillaume II pour « germaniser » la ville[32].

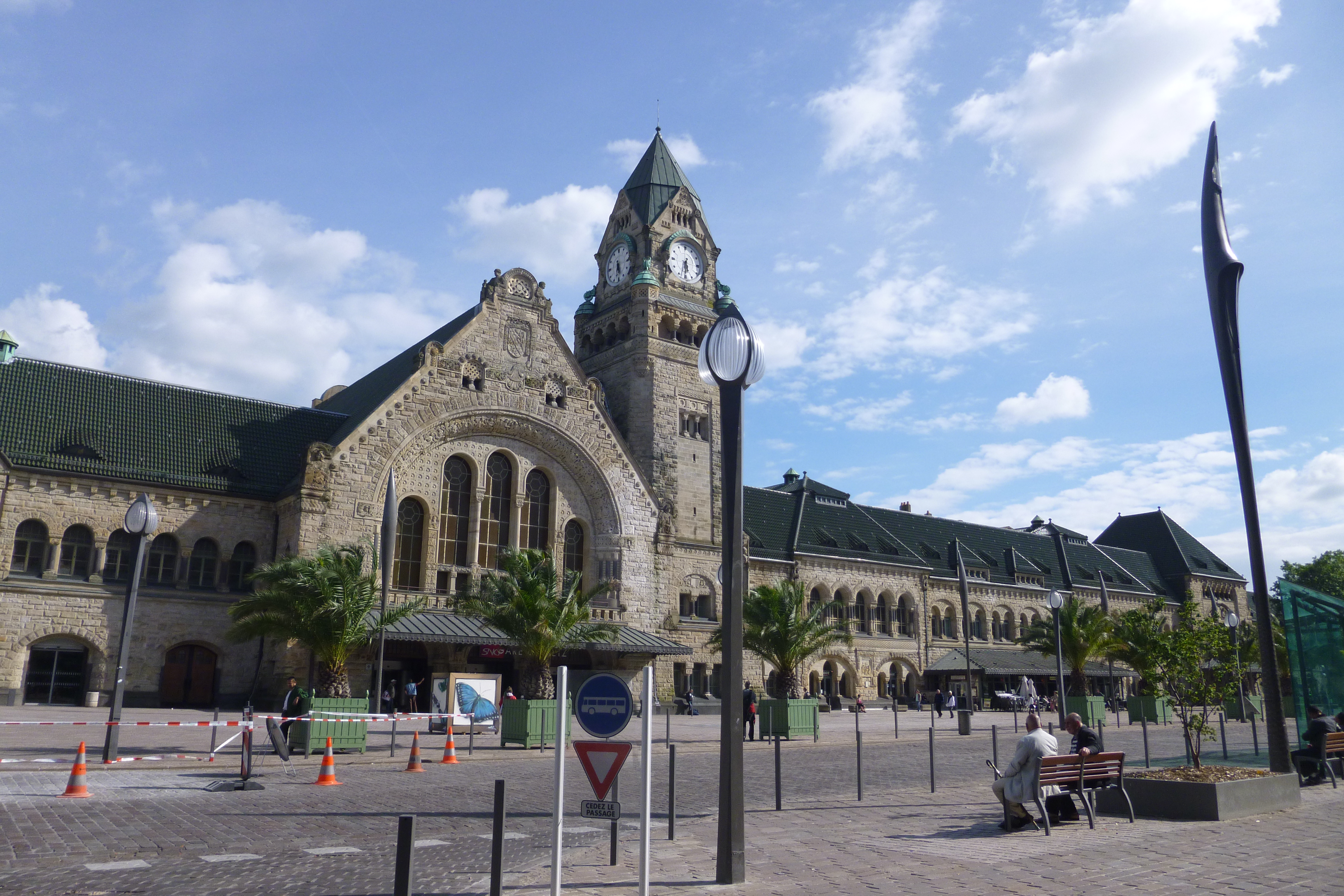
Gare de Metz, (1908).
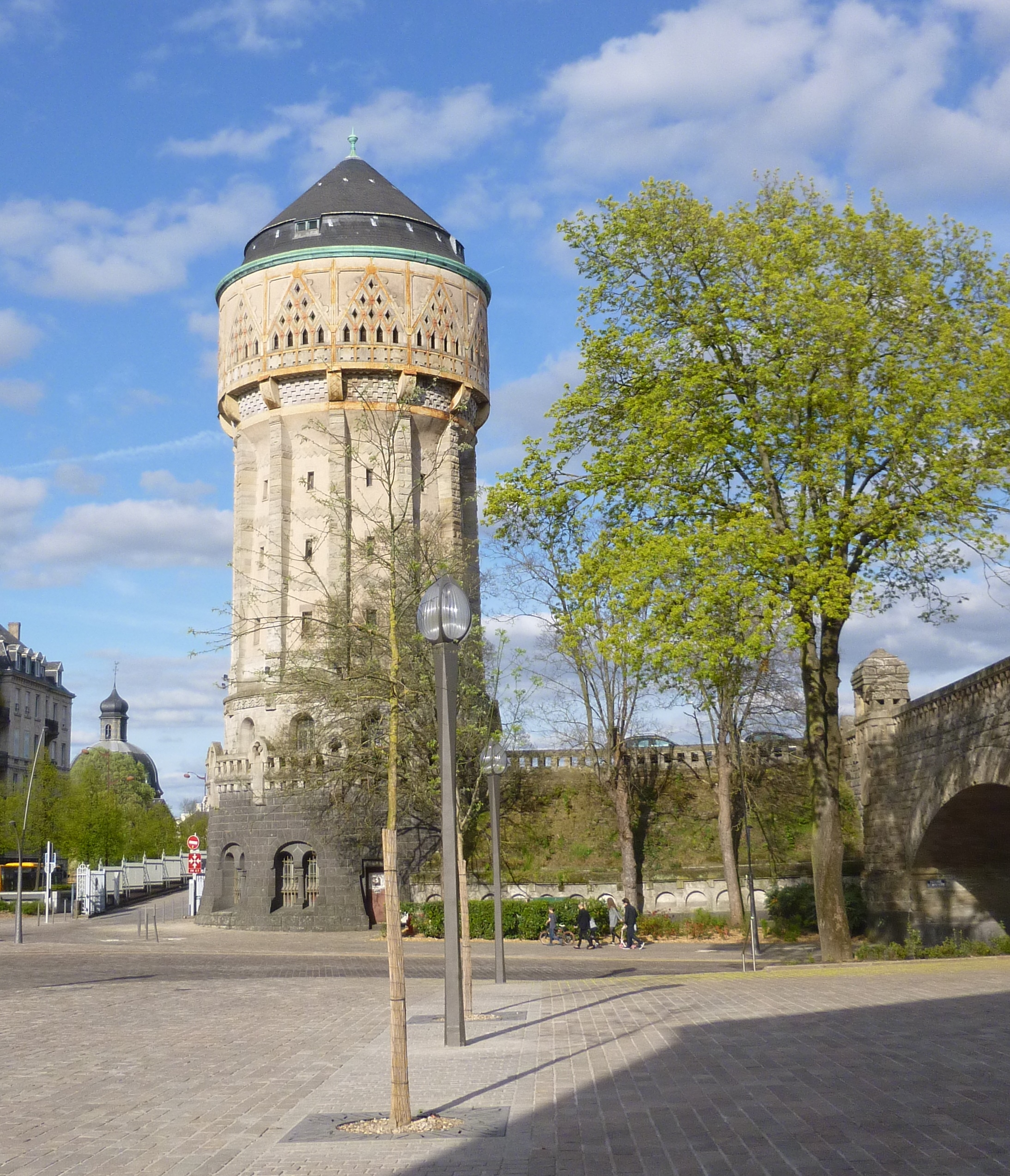
Ancien château d'eau de la gare de Metz, (1908).

- La Maison des étudiants belges et luxembourgeois, construite entre 1925 et 1927, à la Cité internationale universitaire de Paris (CIUP), financée par la Fondation Biermans-Lapôtre[33].

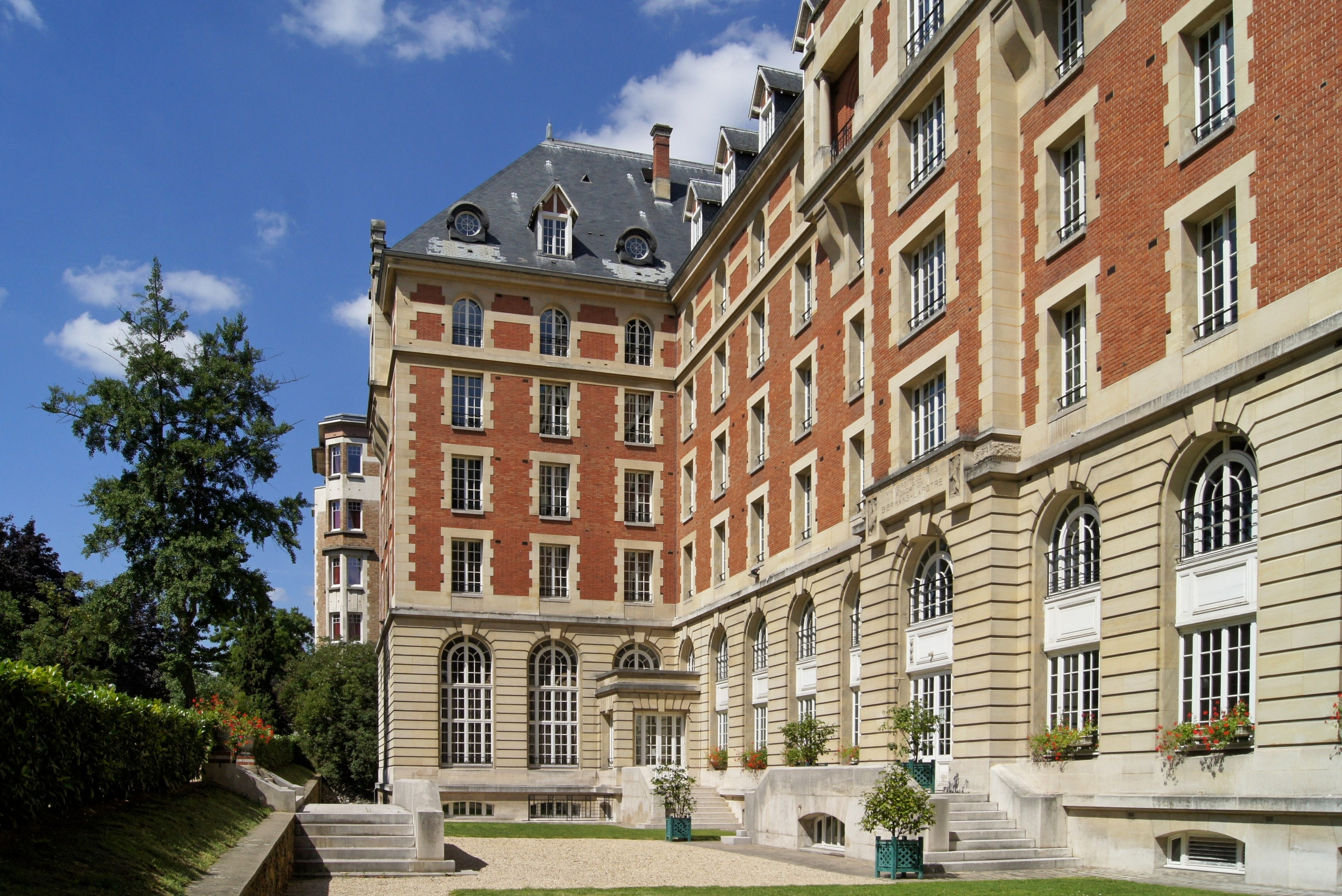
Maison des étudiants belges et luxembourgeois, Cité internationale universitaire de Paris (1925-1927).

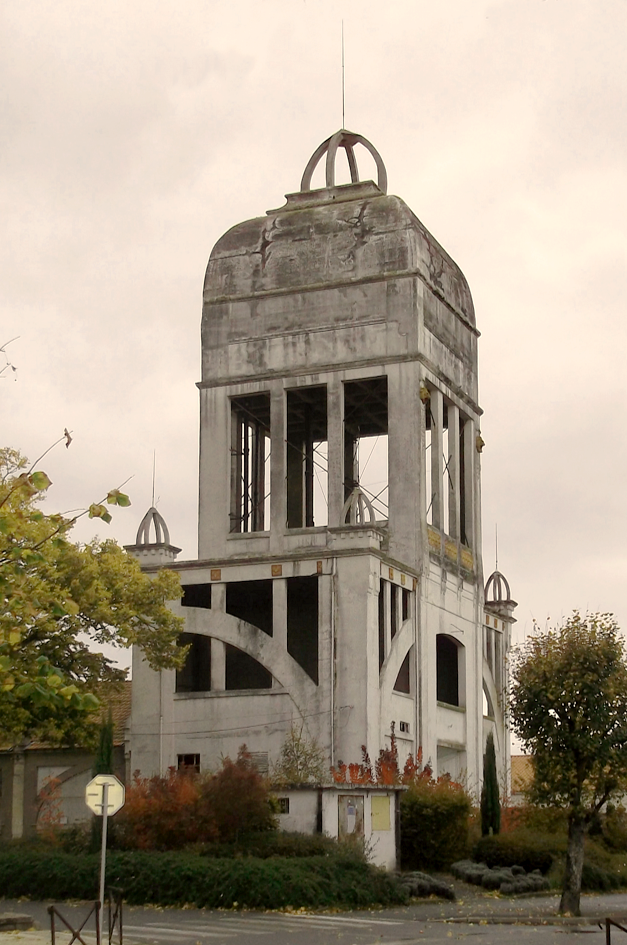
Le château d'eau de Luçon construits dans les années 1913 et 1914.  - Le château d'eau de Luçon.

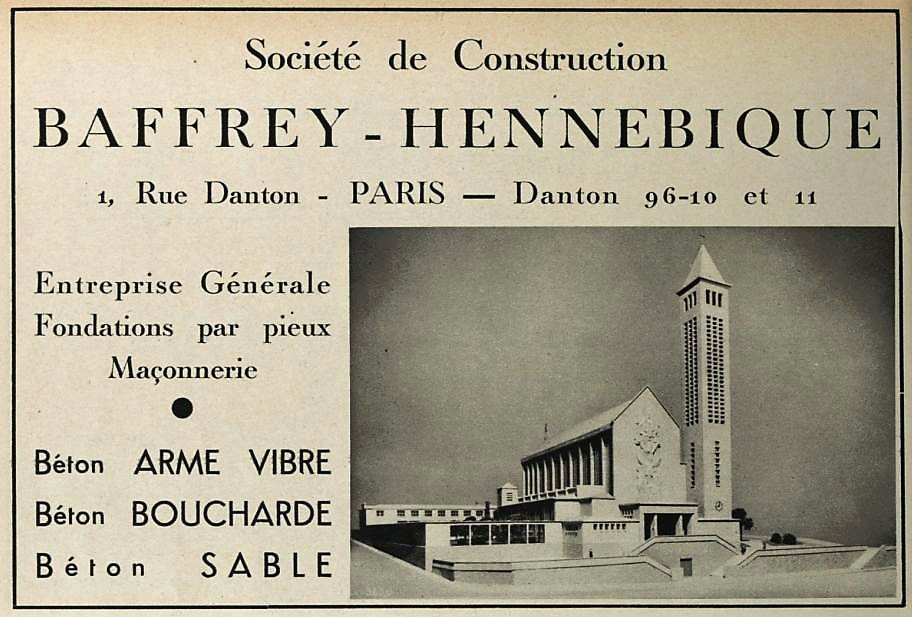
La basilique Notre-Dame de la Trinité de Blois, gros œuvre achevé en 1939.  - Basilique Notre-Dame de la Trinité de Blois.
- Une plateforme en béton armé utilisée pour sauver la cathédrale Notre-Dame de Strasbourg, dont les fondations de la tour nord et du pilier nord du narthex, qui n’avaient pas été conçues pour supporter l’énorme poids de la haute tour, montraient des signes d’affaissement, proches de la rupture. C'est l'entreprise strasbourgeoise de l'ingénieur suisse Eduard Züblin (de) qui est chargée des travaux en 1914[34],[Note 2]. Ce chantier colossal n’est achevé qu’en 1926.
- Un immeuble d'ateliers d'artistes construit en 1910 à Paris, rue de Saint-Senoch, par l'architecte George Thirion et l'entreprise de l'ingénieur François Hennebique. Son ossature est en béton, clairement affirmée, le bois et le métal étant utilisés pour les huisseries et la brique pour le remplissage.
- Un immeuble construit en 1905 par l'architecte marseillais Charles Héraud, avec des décors de chardons, tant sur la maçonnerie que sur la ferronnerie, au 26, cours Lieutaud à Marseille[35],[36].
- Le Bâtiment Hennebique situé à Romorantin-Lanthenay.
- La halle de Longages Haute-Garonne, édifiée en 1907 d'après les plans de l'ingénieur Pierre Bouchet et réalisée en béton par la firme Hennebique[3].

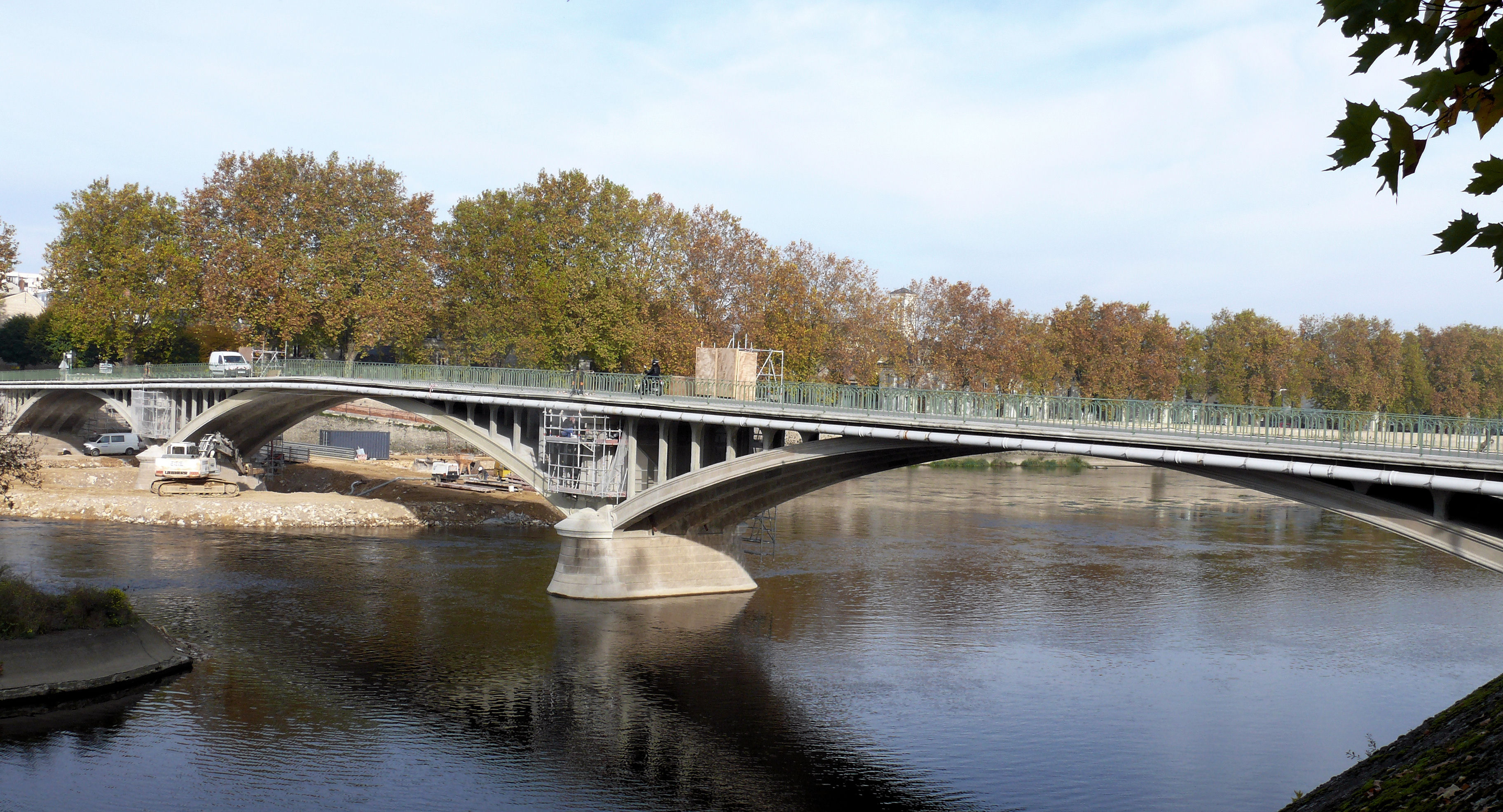
Le pont Camille-de-Hogues, 1900, à Châtellerault[37].  - Pont Camille-de-Hogues à Châtellerault (1900).

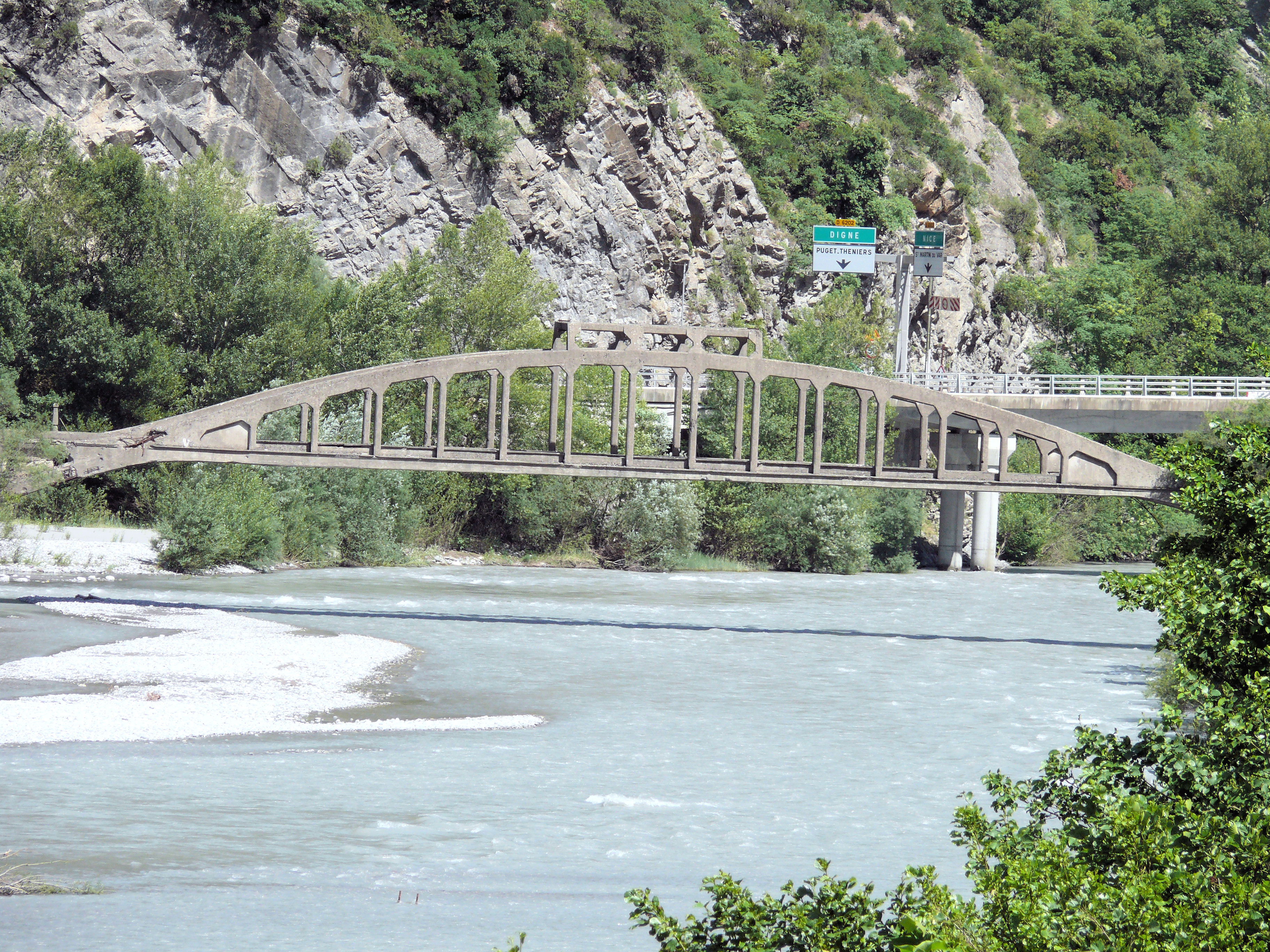
Le pont du tramway de la Vésubie, 1909, dans les gorges de la Mescla (Alpes-Maritimes)  - Pont du tramway de la Vésubie dans les gorges de la Mescla (Alpes-Maritimes) (1909).

### En Italie
- Le pont du Risorgimento à Rome[38] a été conçu et construit entre 1909 et 1911 par l'ingénieur italien Giovanni Antonio Porcheddu (it). Il a été le premier pont romain réalisé en béton armé, puisque son créateur, à l'époque, était le seul concessionnaire italien du Système Hennebique. Sa construction sur le Tibre marque l’apogée technique de la Maison Hennebique. Bâti sur un sol difficile, cet ouvrage particulièrement hardi est formé d’une arche unique fortement surbaissée de 100 mètres de portée et d'une flèche de 10 mètres. Elle établit, à l'époque, un nouveau record mondial pour une arche en béton. Suivant le principe du monolithe, constitutif du Système Hennebique, les culées et l’arche, ne forment qu’un seul bloc[39]. Le jour de l'inauguration, le 17 avril 1911, les spectateurs doutaient de la solidité de la structure, après l'enlèvement des échafaudages de soutien. Porcheddu était si confiant dans l'efficacité et la fiabilité de la nouvelle technique qu'il a voulu assister à la suppression des échafaudages sur un petit bateau juste en dessous de l'arche du pont, accompagné de ses deux plus jeunes enfants, Giuseppe et Ambrogia. Lors de la cérémonie d'inauguration, le roi Victor-Emmanuel III a qualifié Giovanni Porcheddu de « roi du béton armé »[40],[25].

Pont du Risorgimento, à Rome
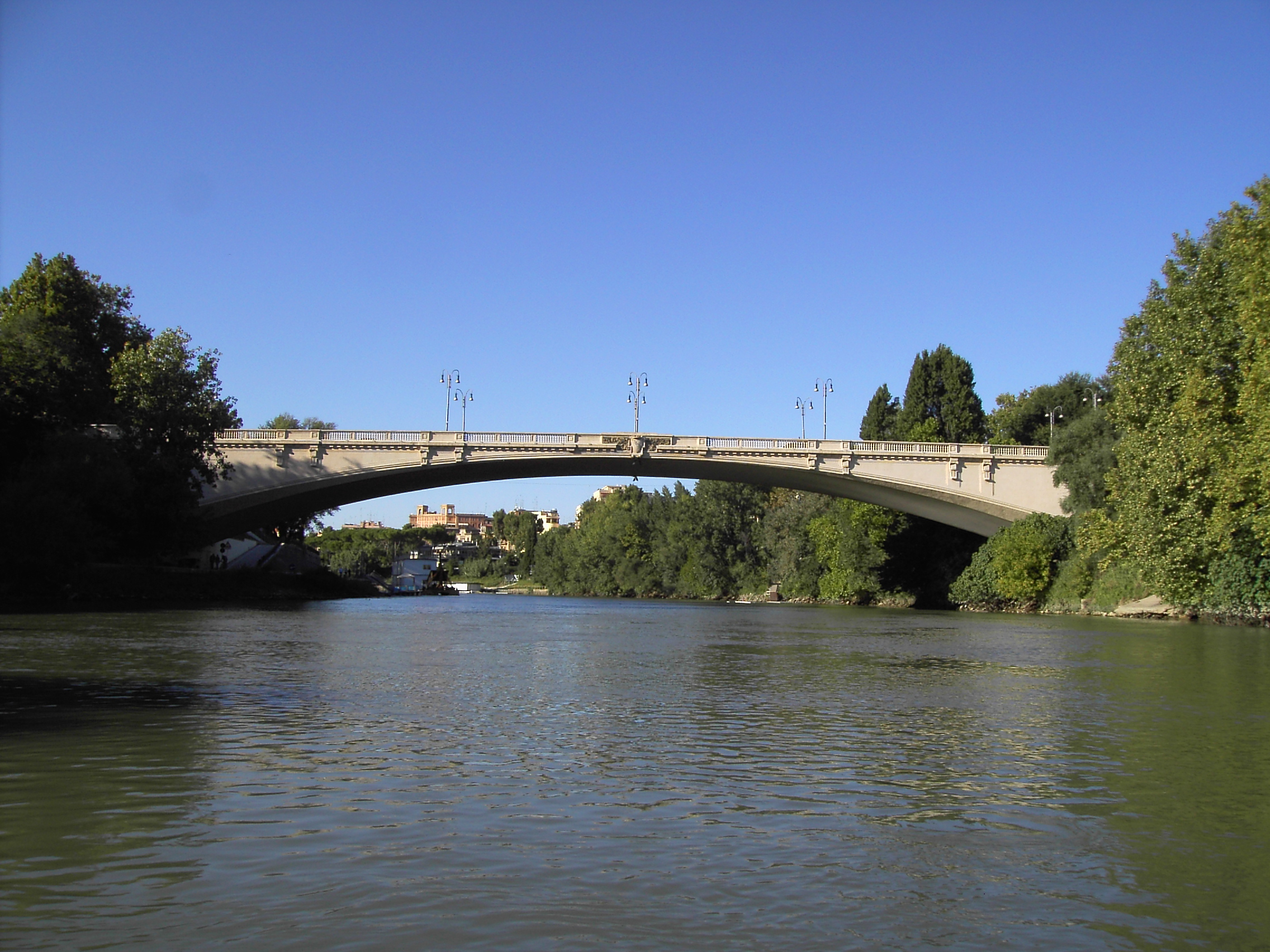
Pont du Risorgimento à Rome (1911).
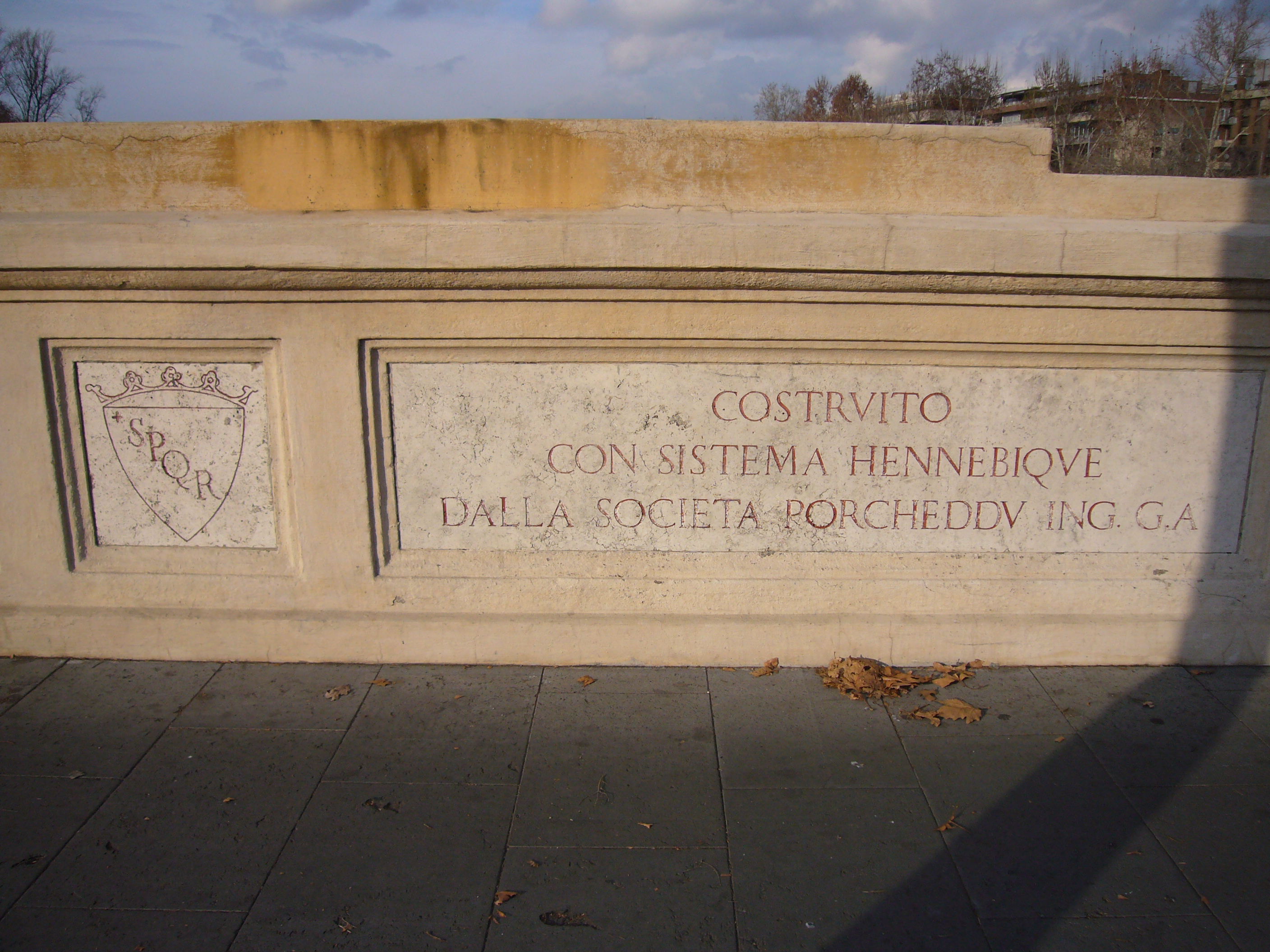
Plaque commémorative.
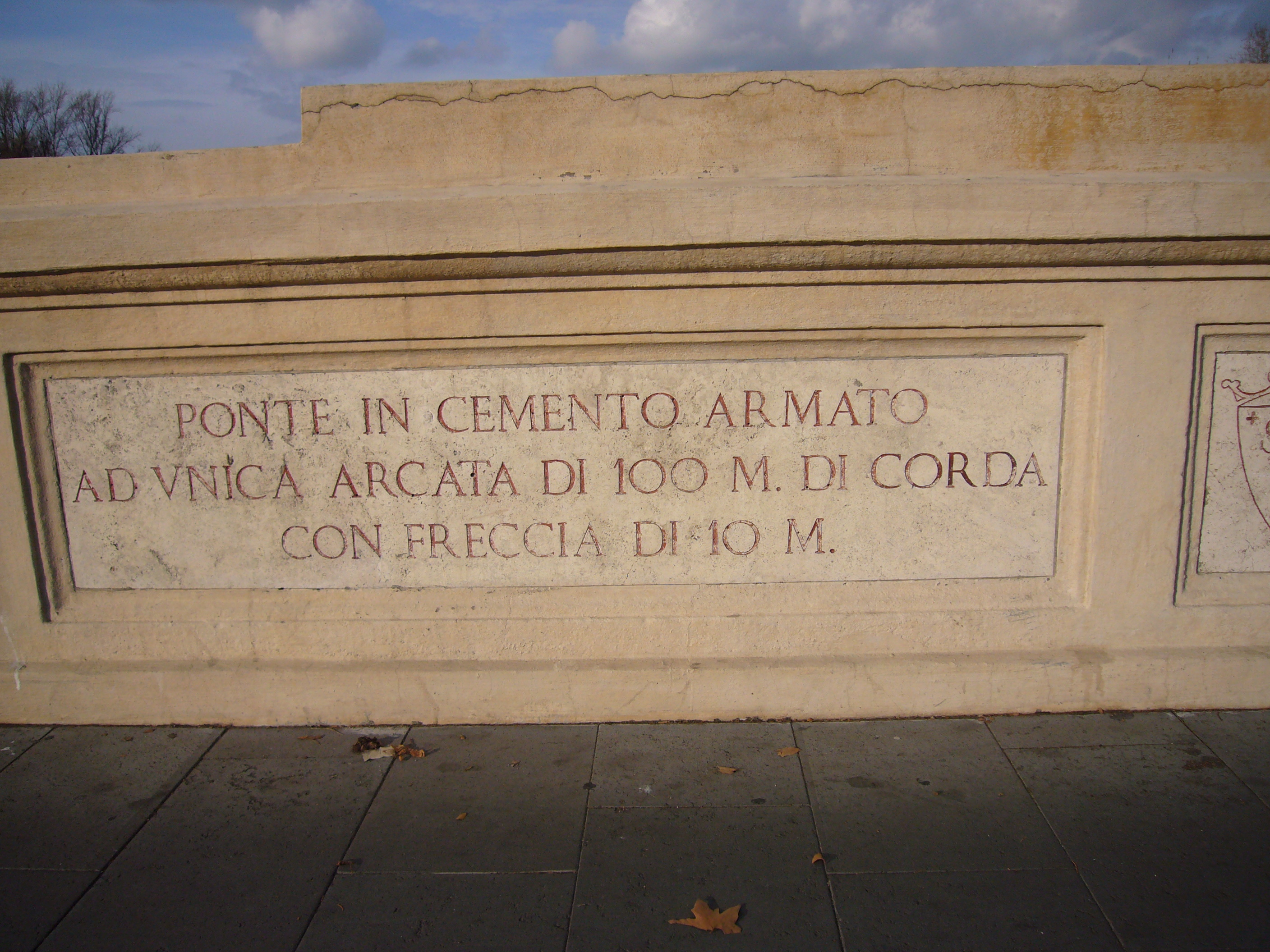
Pont en béton armé avec une arche unique de 100 m de portée et une flèche de 10 m.

- À la suite de l'effondrement du campanile de Saint-Marc à Venise le 14 juillet 1902, Giovanni Porcheddu a utilisé le Système Hennebique pour le renforcement de l'ossature du nouvel édifice, reconstruit à l'identique[41]. Celui-ci a été inauguré le 25 avril 1912, le jour de la Saint-Marc[42].Campanile de Saint-Marc, Venise, reconstruction à l'identique (1912).

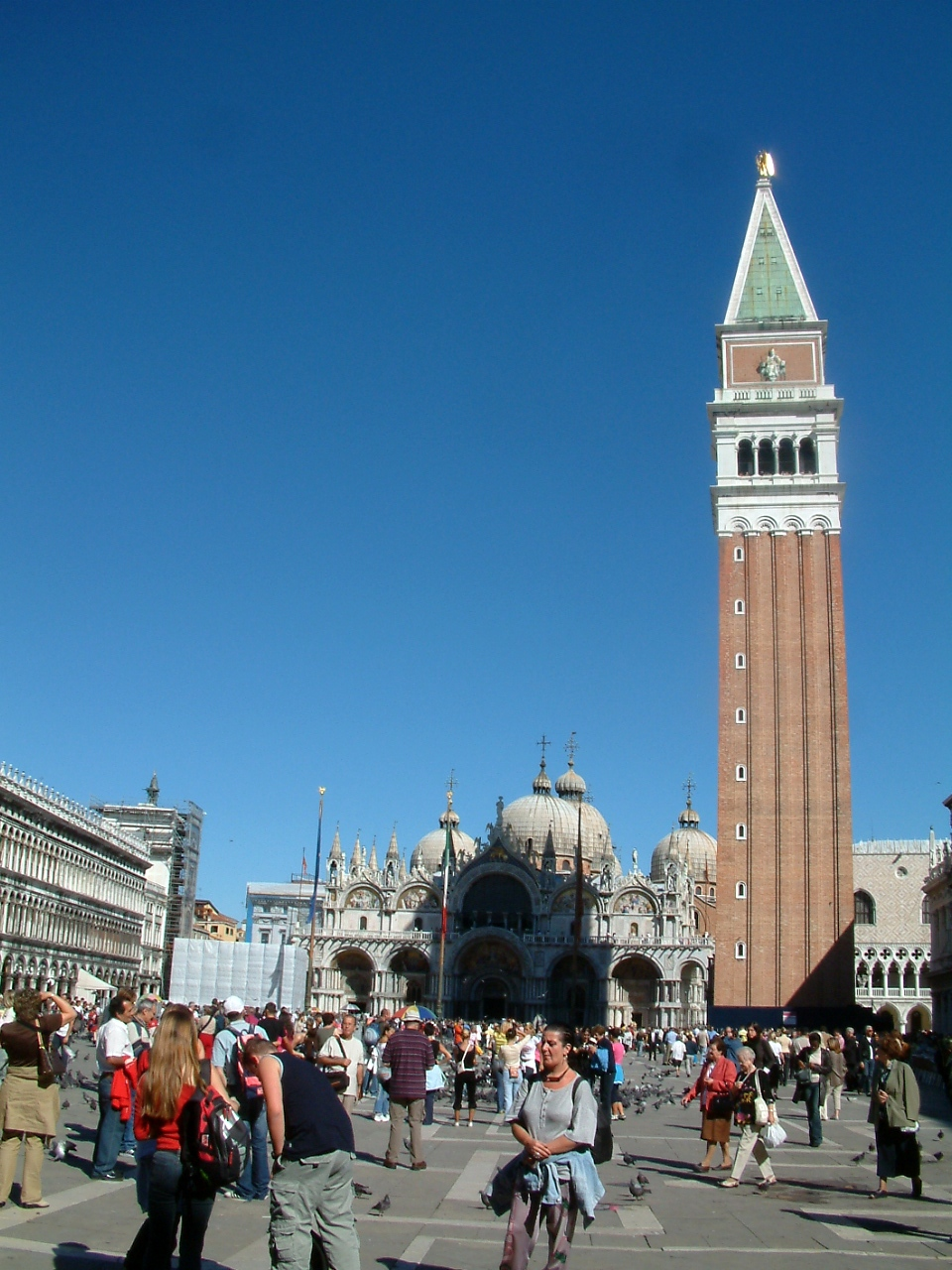
Campanile de Saint-Marc, Venise, reconstruction à l'identique (1912).

### Au Royaume-Uni

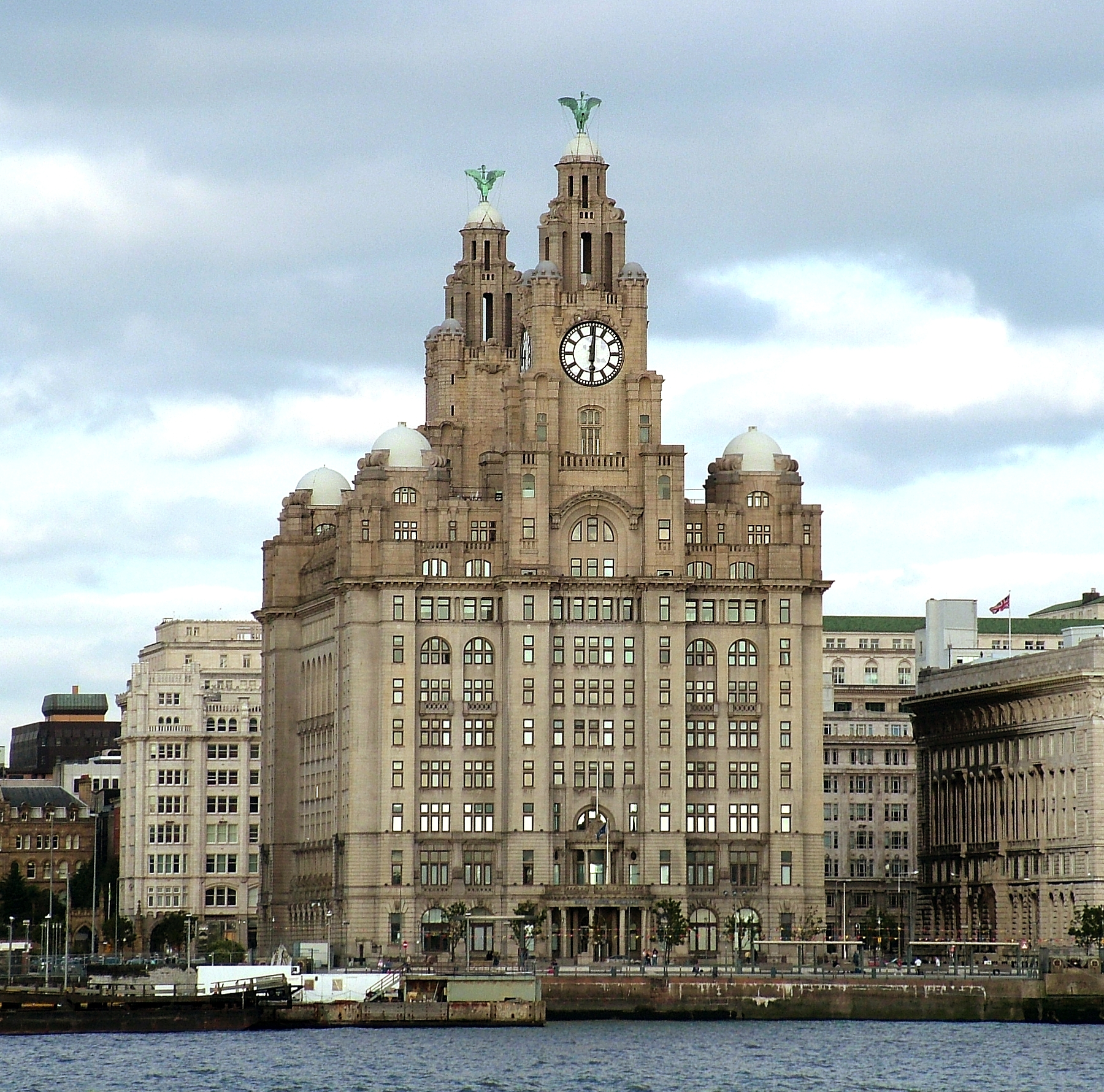
Royal Liver Building, The Three Graces, Pier Head, Liverpool (1911).

Entre 1892 et 1902, plus de 7 000 structures ont été construites au Royaume-Uni, en utilisant le système Hennebique, y compris des bâtiments, des châteaux d'eau et des ponts. La plupart d'entre eux ont été construits par ses concessionnaires ou agents, dont les entreprises LG Mouchel (en) et F.A. Macdonald & Partners (en).
Le premier bâtiment construit en 1897 avec le Système Hennebique, par Louis Gustave Mouchel (en), a été le Weaver Building (en) à l'emplacement des anciens docks de Swansea, au Pays de Galles. Le moulin à farine a été démoli en 1984, lorsque les quais ont été réaménagés pour accompagner le développement du Quartier Maritime (en). Un fragment du bâtiment d'origine a été conservé sur le côté de la rivière Tawe, où une plaque y commémore sa réalisation.
À Liverpool, au bord de la Mersey, se dresse depuis le 19 juillet 1911 un spectaculaire édifice en béton armé. Le Royal Liver Building a été construit par Louis Gustave Mouchel, le partenaire britannique de François Hennebique. Avec 98 mètres de hauteur, le bâtiment a été connu comme le premier « gratte-ciel » de Grande-Bretagne, et à l'époque, la plus grande structure en béton armé dans le monde. Il est devenu un symbole de la ville. Cet édifice appartient à un groupe de trois bâtiments historiques, appelés The Three Graces (Les Trois Grâces), du Pier Head, site labellisé depuis 2004, par l'UNESCO World Heritage.

### En Belgique

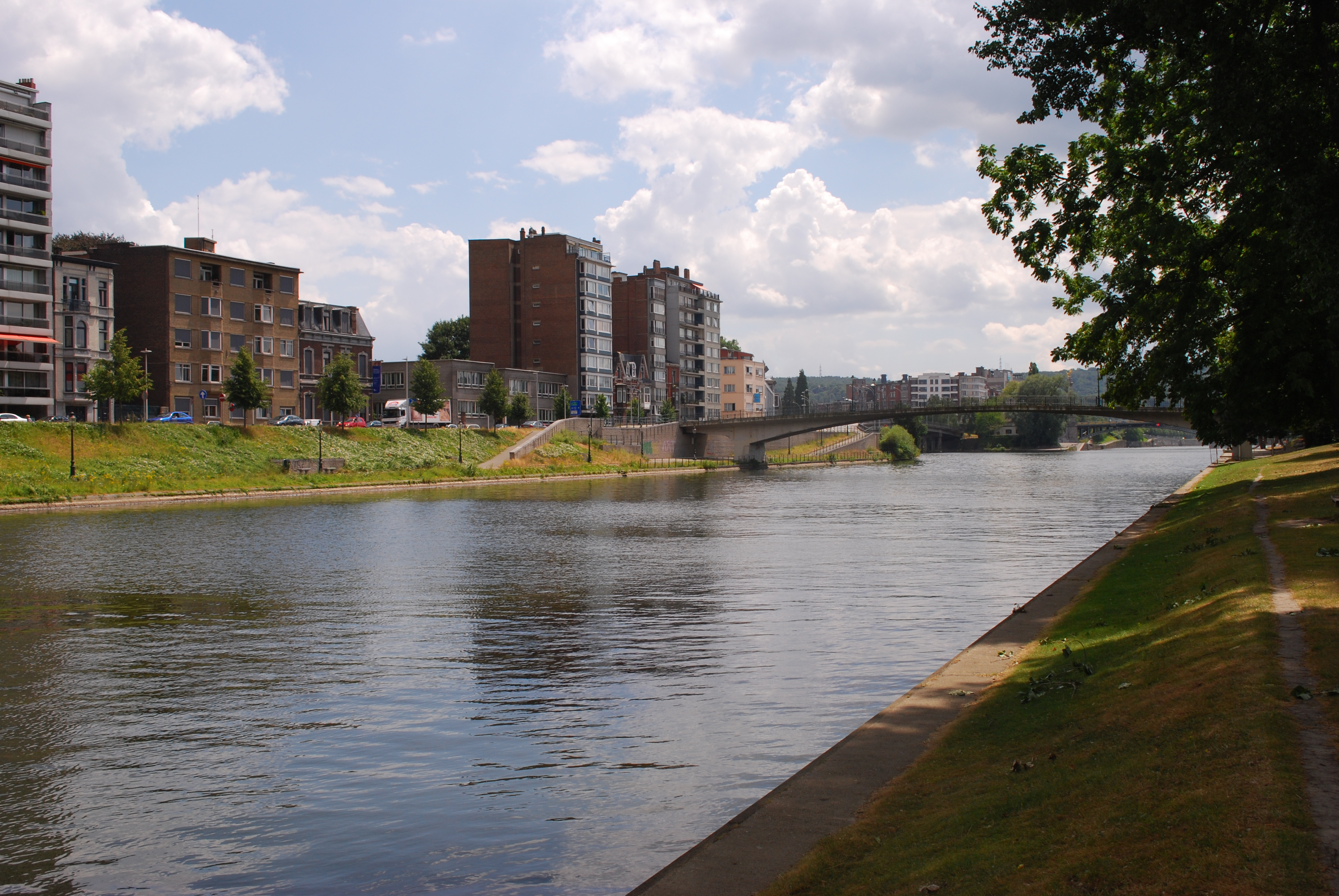
Passerelle Mativa à Liège, Belgique (1904-1905).

En Belgique, plus de 5 000 constructions ont été exécutées, en tout ou partie, d'après les plans de François Hennebique parmi lesquelles, :
- à Bruxelles : le passage souterrain devant la gare du Nord, l'hôpital français Reine Élisabeth, les entrepôts de Bruxelles-Maritime, les Pavillons français, les magasins du Bon Marché, la Caisse des Reports et Dépôts, la Banque de Bruxelles, l'université libre de Bruxelles (ULB) dans le quartier du Solbosch d'Ixelles ;
- à Anvers : le bazar du Bon Marché, les huileries de Merxem, l'hôtel Terminus, le Frigorifique, les docks, le zoo ;
- à Liège: la Passerelle Mativa, construite à l’occasion de l’Exposition universelle de Liège de 1905. Monument classé en 2016[49], il est remarquable par sa très faible hauteur de section en clef : 350 mm pour une portée de 57 m[50] ;
- l'université catholique de Louvain, le pont du Pain perdu à Gand, le casino de Spa.

### En Égypte
Le musée des Antiquités égyptiennes du Caire, construit entre 1896 et 1899, par l'architecte Marcel Dourgnon et inauguré en 1902.

### En Suisse
Le théâtre municipal de Berne, de style néo-baroque, construit entre 1899 et 1903 par l'architecte René von Würstemberger, inauguré le 25 septembre 1903.

### En Géorgie
La cathédrale de Poti, de style néo-byzantin, construite entre 1906 et 1907 par les architectes A. Zelenko et M. Marfeld. La cathédrale est une imitation de l'église Sainte-Sophie à Constantinople.

### En Algérie
À partir de 1916, la Maison Hennebique, depuis son agence à Alger, a participé à la construction de nombreux bâtiments dans la ville,.

Réalisations du Système Hennebique dans le monde
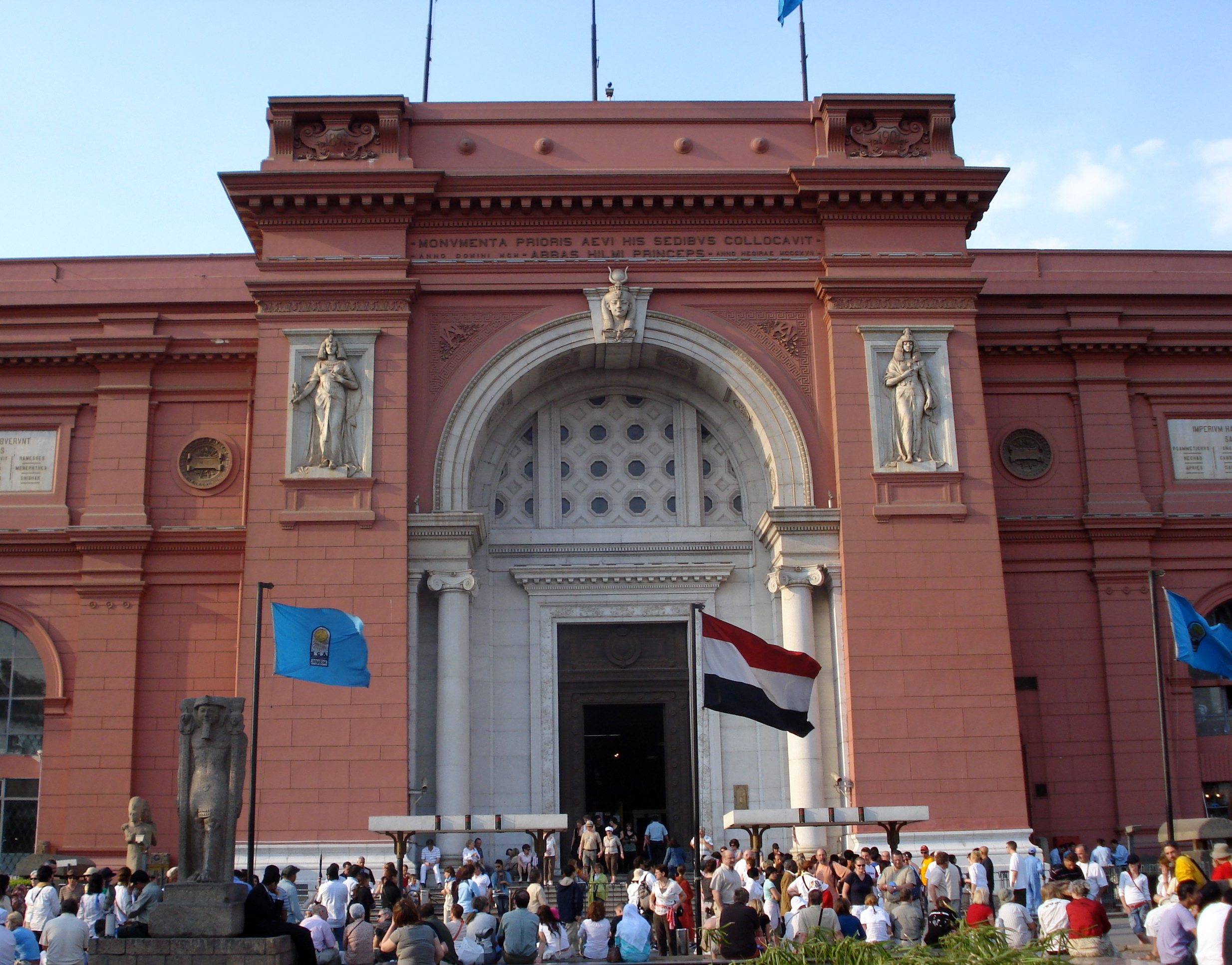
Musée égyptien du Caire, Égypte (1896-1899).
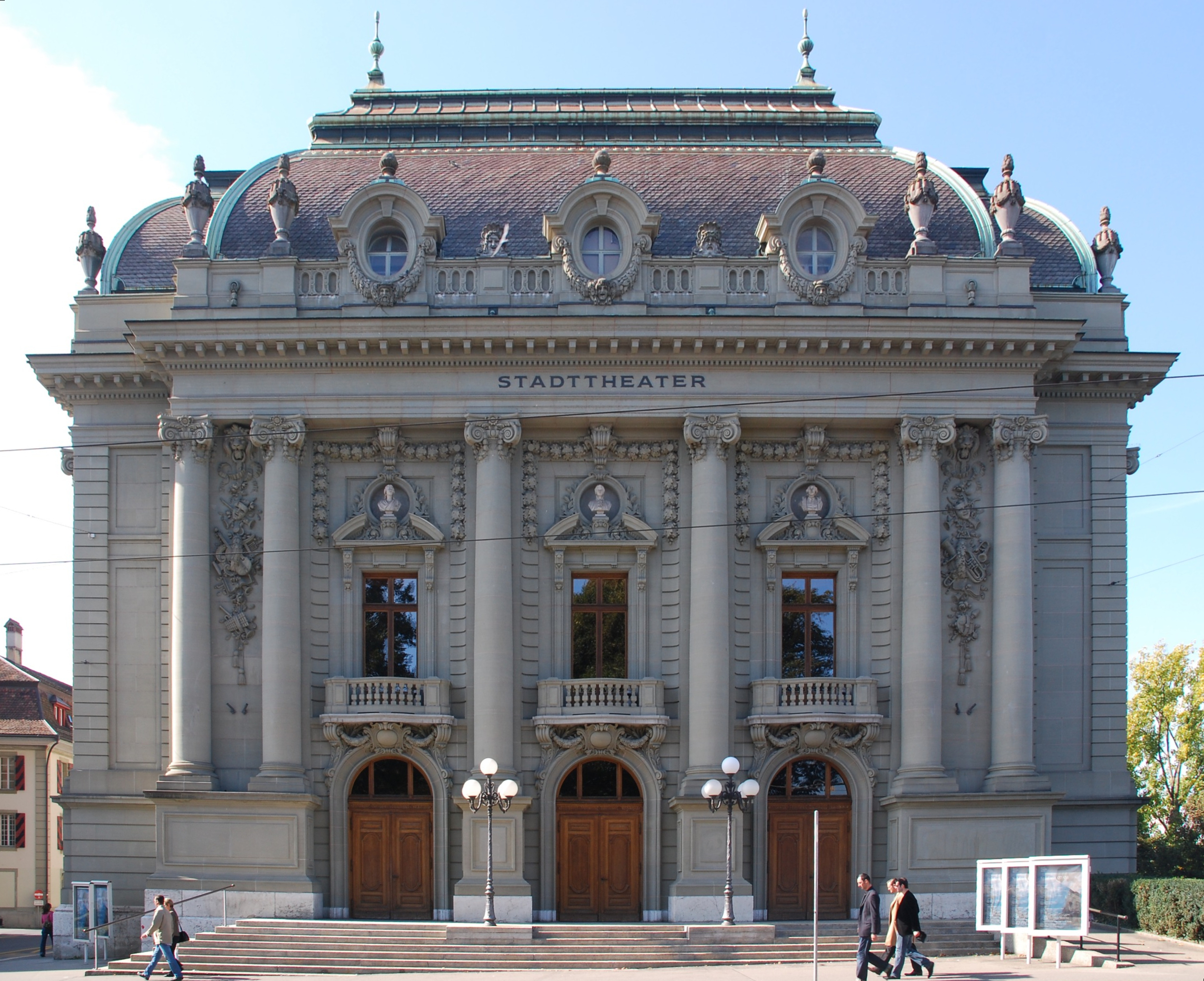
Théâtre municipal de Berne, Suisse (1899-1903).
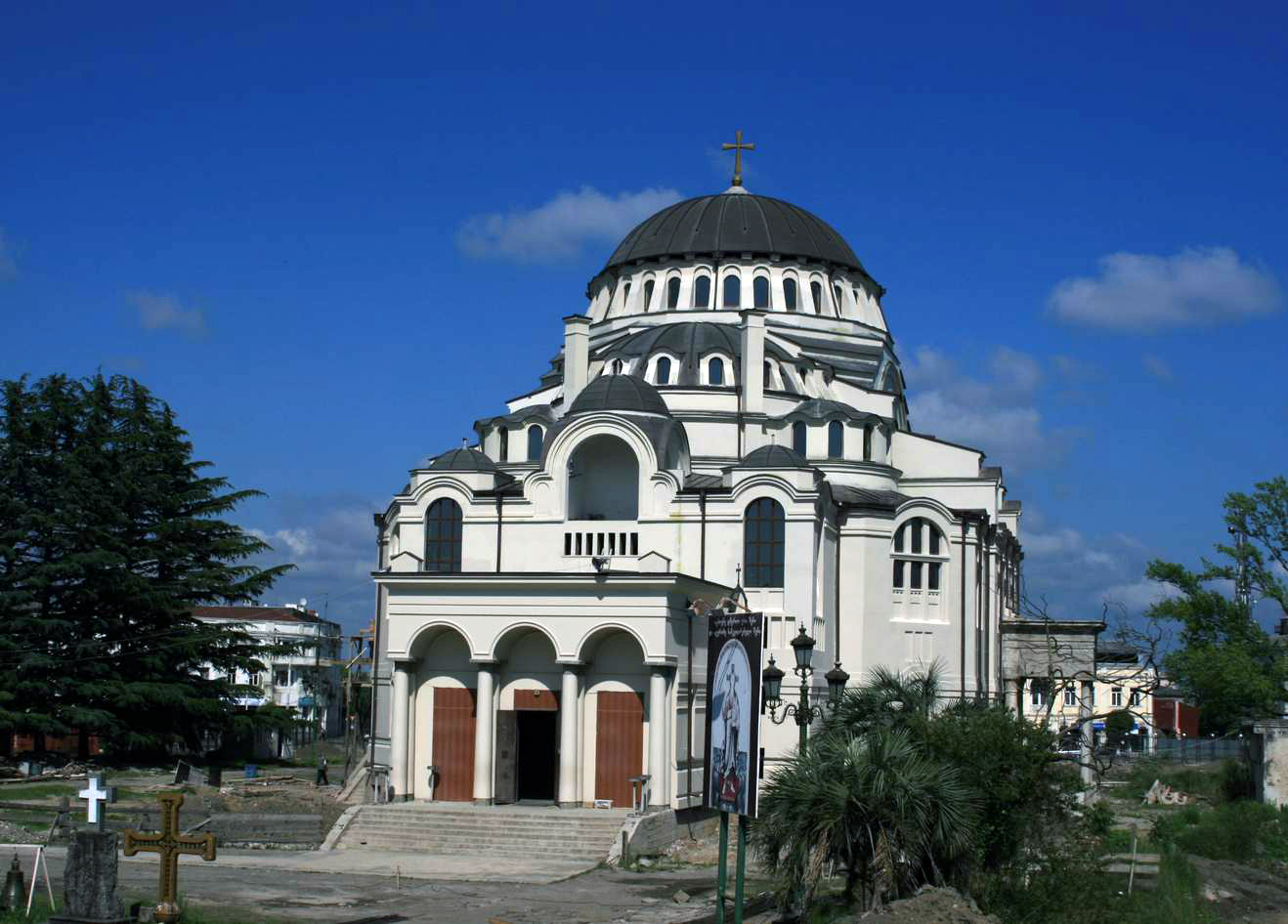
Cathédrale de Poti, Géorgie (1906).

## Reconnaissances
En 2011, il rentre au National Inventors Hall of Fame.